# Dorothea Maria Graff
Dorothea Maria Graff (Neurenberg, 13 mei 1678 - Sint-Petersburg, 5 mei 1743), ook bekend als Dorothea Maria Merian of Dorothea Maria Gsell was een Duits-Nederlands schilderes van bloemen en insecten.

## Biografie
Dorothea Maria was de dochter van Maria Sibylla Merian, de bekende kunstenares en entomologe, en Johann Andreas Graff. In 1686 verhuisde het gezin naar Wieuwerd in Friesland en woonde het gezin enkele jaren in een leef- en werkgemeenschap van de Labadisten. In 1691 vertrok Merian samen met haar dochters naar Amsterdam, in 1692 scheidde ze van haar man, om zich daar te kunnen richtten op het maken en verkopen van waterverftekeningen van planten en dieren, kunstbenodigdheden als opgezette insecten en dieren.
Dorothea Maria leerde het schilderen en tekenen van haar moeder en samen met haar oudere zus Johanna Helena speelde ze een belangrijke rol in de handelszaken van haar moeder.
In 1699 vertrok Dorothea Maria met haar moeder voor twee jaar naar Suriname, naar een gemeenschap van Labadisten, om inheemse planten en insecten te tekenen. Na terugkeer naar Amsterdam trouwde Dorothea Maria met de chirurgijn Philip Hendriks die in Amsterdam een praktijk had. Haar man stierf in 1711 en in 1715 hertrouwde ze met de Zwitserse kunstschilder Georg Gsell.
Op uitnodiging van tsaar Peter de Grote verhuisde Dorothea Maria samen met haar man Georg naar Sint-Petersburg. Het echtpaar Gsell-Merian kwam in dienst aan het hof als schilder en later als beheerder van de natuurhistorische kunstverzameling. Vanaf 1726 gaf zij les aan de Petersburgse Academie der Wetenschappen en in opdracht van de tsaar keerde Dorothea Maria in 1736 terug naar Amsterdam om een aantal werken van haar moeder te kopen als onderdeel van de collectie van de Academie. Deze werken van Merian werden tentoongesteld in de Kunstkamera.

## Werken
De werken van Dorothea Maria zijn moeilijk te traceren omdat veel van haar waterverf tekeningen zijn opgenomen in de publicaties die op naam staan van haar moeder, waaronder het Metamorphosis insectorum surinamensium (1705). Verder is Dorothea Maria verantwoordelijk voor de postume uitgave van het derde deel van Der rupsen begin, voedsel en wonderbaare verandering (1717).
In 2009 heeft de Nederlandse bioloog en kunsthistoricus Sam Segal een aantal tekeningen toegeschreven aan Dorothea Maria Henrietta Gsell die voorheen aan haar moeder waren toegeschreven.